# Keoneʻae (métro d'Honolulu)
Kualakaʻi est une station de métro à East Kapolei, dans le comté d'Honolulu, à Hawaï, aux États-Unis. Située sur la seule ligne du métro d'Honolulu entre Kualakaʻi et Honouliuli, elle a ouvert le 30 juin 2023.